# ان‌بی‌ای زنان
ان‌بی‌ای زنان یا دابلیوان‌بی‌ای (WNBA) یک لیگ حرفه‌ای بسکتبال زنان است که در ایالات متحده برگزار می‌شود. این لیگ در حال حاضر متشکل از ۱۳ تیم است و با برنامه توسعه تا سال ۲۰۳۰ به ۱۸ تیم خواهد رسید. دفتر مرکزی آن در میدتاون منهتن واقع شده است. این لیگ در ۲۴ آوریل ۱۹۹۶ به عنوان همتای زنانه ان‌بی‌ای تأسیس شد و بازی‌های لیگ در سال ۱۹۹۷ آغاز شد. فصل عادی از ماه مه تا سپتامبر برگزار می‌شود و هر تیم ۴۴ بازی انجام می‌دهد. هشت تیم برتر (صرف نظر از کنفرانس) به پلی‌آف راه پیدا می‌کنند و در نهایت بازی‌های فینال در ماه اکتبر برگزار می‌شود.